# Рамочный магический квадрат
Рамочный магический квадрат — это такой магический квадрат, что если в нём отбросить окаймляющие «полосы» шириной в одну или несколько клеток, то оставшийся квадрат не утратит своего магического свойства. Такие квадраты ещё называют ассоциативными или симметричными.
Рамочных магических квадратов 4-го порядка нет (так как не существует магических квадратов второго порядка)

## Методы построения рамочных магических квадратов

### Квадраты нечётного порядка

#### Метод ал-Караджи
Один из простейших методов, касающихся заполнения квадратов порядка n=2k+1, принадлежит ал-Караджи (X в.).
Рассмотрим метод в общем случае.
Построение рамки начинается слева от правого верхнего угла, в который записывают число 1. Число 2 помещают в клетку, расположенную под правой верхней;
3 — слева от 1; 4 — под 2 и т. д. до числа 2(k-1). Число 2k-1 записывают под предыдущим; 2k — в левом верхнем углу;
2k+1 — в середине нижней части рамки; число 2(k+1) помещают в левый нижний угол, а следующий — справа от него. Число 3k располагают над 2(k+1).
Дальнейшее заполнение осуществляется аналогично размещению чисел в правом верхнем углу. Последним записывают число ((2k+1)∙4-4)/2=4k . При заполнении оставшихся клеток рамки из (2k+1)2+1 вычитают числа, стоящие в соответствующих клетках углах рамки.
Следующая рамка (2k-3)×(2k-3) строится аналогичным образом, начиная с числа 4k+1 и т. д. Наконец, внутри рамки составляется магический квадрат порядка 3.
Квадрат, иллюстрирующий данный метод, представлен ниже:
| 4  | 19 | 21 | 1  | 20 |
| 24 | 16 | 9  | 14 | 2  |
| 23 | 11 | 13 | 15 | 3  |
| 8  | 12 | 17 | 10 | 18 |
| 6  | 7  | 5  | 25 | 22 |

#### Метод «Чистых братьев и Верных друзей»
Следующий метод принадлежит «Чистым братьям и Верным друзьям». Поскольку в рукописи описания метода не было, то ниже представлена его реконструированная версия, рассмотренная в общем случае и показанная на примере магического квадрата порядка 7 (n=7, k=3).
Независимо от порядка заполнение начинают с наименьшего квадрата. Первое число помещают во вторую сверху ячейку, крайнего правого столбца, в котором заполняется n−2 ячейки, до предпоследней;
Следующее число помещают в последнюю ячейку первой строки, считая справа налево, и заполняют строку полностью, до предпоследней ячейки;
Оставшиеся рамки заполняют аналогично, рисунок ниже;
| 16 | 17 | 18 | 19 | 20 | 21 |    |
|    | 7  | 8  | 9  | 10 |    | 11 |
|    |    | 2  | 3  |    | 4  | 12 |
|    |    |    |    | 1  | 5  | 13 |
|    |    |    |    |    | 6  | 14 |
|    |    |    |    |    |    | 15 |
|    |    |    |    |    |    |    |

Далее переходят к заполнению «пустой» главной диагонали, записывая числа в их естественном порядке .
| 16 | 17 | 18 | 19 | 20 | 21 | 28 |
|    | 7  | 8  | 9  | 10 | 27 | 11 |
|    |    | 2  | 3  | 26 | 4  | 12 |
|    |    |    | 25 | 1  | 5  | 13 |
|    |    | 24 |    |    | 6  | 14 |
|    | 23 |    |    |    |    | 15 |
| 22 |    |    |    |    |    |    |

Пустые ячейки рамки заполняют, дополняя их в сумме с противоположными до числа (n²+1)/2;
Следующим шагом k−1 число в правом столбце, через одну ячейку, считая от предпоследней снизу, меняют местами с соответствующими числами левого столбца; и k чисел в верхней строке, через одно, считая от первой ячейки, с соответствующими числами нижней строки.
В результате получаем рамочный магический квадрат, представленный ниже:
| 16 | 33 | 18 | 31 | 20 | 29 | 28 |
| 39 | 7  | 42 | 9  | 40 | 27 | 11 |
| 12 | 46 | 2  | 47 | 26 | 4  | 38 |
| 37 | 5  | 49 | 25 | 1  | 45 | 13 |
| 14 | 44 | 24 | 3  | 48 | 6  | 36 |
| 35 | 23 | 8  | 41 | 10 | 43 | 15 |
| 22 | 17 | 32 | 19 | 30 | 21 | 34 |

### Квадраты нечётно-чётного порядка

#### Метод Секи Ковы
Алгоритм построения квадрата порядка 2(2k+1)×2(2k+1) рассмотрим в общем виде:
В ячейку правого нижнего угла помещают 1, число 2 располагают в ячейке первой строки так, как если бы она была под последней строкой. Аналогичным образом продолжают заполнять правый крайний столбец до тех пор, пока не достигнут числа 2(2k+1) −1;
Число 2(2k+1) помещают в предпоследнюю ячейку первой строки, считая справа налево, и заполняют (2k+1) клетку в направлении к 2;
Следующее число помещают в ячейку правого крайнего столбца, под числом 2(2k+1) −1 и в направлении к 1 полностью заполняют правый столбец;
Следующее число помещают в пустую ячейку первой строки и заполняют её полностью в направлении к 1;
Пустые ячейки нижней строки и крайнего левого столбца, кроме угловых ячеек, заполняются дополнительными числами к (2k+1)2+1, к соответственно противоположным. Угловые ячейки заполняются дополнительными числами до n2+1 к противоположным угловым;
(2k+1) число правого столбца после верхней угловой ячейки меняют местами с соответствующими числами левого столбца. Аналогично поступают с 2k числами первой строки, стоящих на втором и предпоследнем местах, с соответствующими числами нижней строки. Таким образом, получаем внешнюю рамку квадрата;
Остальные рамки заполняют аналогично;
Ниже изображён квадрат порядка 6, построенный по данному методу:
| 36 | 31 | 7  | 8  | 27 | 2  |
| 3  | 26 | 13 | 12 | 23 | 34 |
| 4  | 19 | 16 | 17 | 22 | 33 |
| 5  | 15 | 20 | 21 | 18 | 32 |
| 28 | 14 | 25 | 24 | 11 | 9  |
| 35 | 6  | 30 | 29 | 10 | 1  |